# 金道泰
金 道泰（キム・ドテ、김도태、きん どうたい、1891年9月11日 - 1956年12月26日）は、大韓民国の教育者。 朝鮮の日本統治時代初期において三・一運動に関わるなど独立運動に一定の功績があったが、末期には親日的な論説の寄稿や行動も行なった。本貫は慶州。

## 生涯
平安北道定州郡（後の定州市）生まれ。 定州の五山学校（後の五山高等学校）を経て、日本に留学し、正則英語学校（後の正則学園高等学校）を卒業した。 その後、地理と歴史を教える教師となり、1912年に満州の新興武官学校、その後は載寧郡にあったキリスト教系の明神女学校に勤めた。
1919年の三・一運動には、民族代表48人のひとりとして参加した。金道泰は計画段階でキリスト教側との交渉を望んでいた崔南善と、五山学校設立者である李昇薫の間の連絡責任者として重要な役割を果たした。 金道泰はこの事件で逮捕され、裁判にかけられたが、翌年、無罪判決を受けて解放された。
1921年に徽文高等普通学校（後の徽文高等学校）の教師となった。朝鮮総督府当局は金道泰について、排日思想を持ち、これを宣伝するおそれがある者だと記録していたが、日本統治時代末期の戦時下では、親日論説を多数発表し、思想的に転向した。
1945年、京城女子商業学校（後のソウル女子商業高等学校）校長となったのをはじめとして、大韓民国建国後には、文英女子中学校（後のソウル文英女子中学校）や、徽文中学校の校長などを務め、朝鮮地理学会（後の大韓地理学会）会長も歴任した。
1949年には、空軍士官学校教授になり、その少し後には、再び京城女商校長に復帰した。
1956年、金道泰は、66歳で没した。 1968年には大統領表彰が追贈され、1980年には建国褒章が追贈され、さらに1990年にも建国勲章愛国章が追贈された。
2008年、民族問題研究所が『親日人名辞典』に収録するために整理した「親日人名辞典収録予定者名簿（親日派リスト）」に、金道泰の名が含まれたが、親日的行動について論議が出たために収録は保留された。 慶州金氏門中では、金道泰は祖国の自由を守護し、光復（解放）のために献身したのだとする主張がなされている。

## おもな著書
- 徐載弼博士自叙傳：韓末史를中心으로、首善社, 1948年：徐載弼の伝記。後に1972年に乙酉文化社「乙酉文庫」版で再刊。
- 南岡李昇薰傳、文教社、1950年： 李昇薫の伝記[2]。Google books
- 世宗大王傳記、教養文庫刊行會、1956年： 世宗 (朝鮮王) の伝記。Google books